# Картер, Джеральд Эмметт
Джеральд Эмметт Картер (англ. Gerald Emmett Carter; 11 марта 1912, Монреаль, Канада — 6 апреля 2003, Торонто, Канада) — канадский кардинал. Титулярный епископ Альтибуро и вспомогательный епископ Лондона с 1 декабря 1961 по 17 февраля 1964. Епископ Лондона с 17 февраля 1964 по 27 апреля 1978. Архиепископ Торонто с 27 апреля 1978 по 17 марта 1990. Кардинал-священник с титулом церкви Санта-Мария-ин-Траспонтина с 30 июня 1979. 